# Ribeira Brava kommun, Kap Verde
Concelho da Ribeira Brava är en kommun i Kap Verde. Den ligger i den norra delen av landet, 200 km norr om huvudstaden Praia. Antalet invånare är 7 564. Arean är 225 kvadratkilometer. Concelho da Ribeira Brava ligger på ön Ilha de São Nicolau. Concelho da Ribeira Brava gränsar till Concelho do Tarrafal de São Nicolau.
Terrängen i Concelho da Ribeira Brava är huvudsakligen kuperad, men åt nordväst är den platt.
Följande samhällen finns i Concelho da Ribeira Brava:
- Vila da Ribeira Brava